# Bimota DB10
La Bimota DB10, chiamata anche DB10 Bimotard o DB 10 B.Motard, è una motocicletta costruita dalla casa motociclistica italiana Bimota dal 2011 al 2015.
Il nome, come da nomenclatura standard della casa, sta ad indicare che questo è il decimo modello dotato di propulsore Ducati. È la prima moto appartenente alla categoria supermotard realizzata dalla casa riminese.

## Storia
La DB10 è stata presentata a EICMA nel 2011, insieme con la Bimota DB9 Brivido.
A spingerla c'è un motore bicilindrico a V di 90° a quattro tempi raffreddato ad aria di derivazione Ducati 1100 Hypermotard, dalla cilindrata di 1078 cm³ con distribuzione desmodromica ed alimentato da un sistema ad iniezione elettronica, modificato in più parti dall Bimota che sviluppa 98 CV a 7500 giri/min.
Il telaio è un traliccio tubolare in acciaio al nichel-cromo-molibdeno.
La forcella telescopica rovesciata dal diametro di 50 mm è della Marzocchi, mentre il monoammortizzatore posteriore dalla Extreme Tech.
La frenata è affidata a un sistema fornito dalla Brembo composto da due dischi flottanti da 320 mm all'anteriore morsi da pinze a due pistoncini, mentre al posteriore c'è un disco fisso da 220 mm.
L'anno successivo ad EICMA 2012, ha esordito una versione speciale chiamata DB10-R, caratterizzata da componenti della carenatura in fibra di carbonio, dalla vernice di colore nero e dalla la bandiera italiana dipinta sul serbatoio.